# جولی بوواسو
جولی بوواسو (انگلیسی: Julie Bovasso؛ ۱ اوت ۱۹۳۰ – ۱۴ سپتامبر ۱۹۹۱) هنرپیشه اهل ایالات متحده آمریکا بود. وی بین سال‌های ۱۹۵۸ تا ۱۹۹۱ میلادی فعالیت می‌کرد.
از فیلم‌ها یا برنامه‌های تلویزیونی که وی در آن نقش داشته‌است می‌توان به تب شب یکشنبه، زنده ماندن، بهشت آبی من، بدون ضرب‌وشتم و ماه‌زده اشاره کرد.
وی همچنین برندهٔ جوایزی همچون کمک‌هزینه گوگنهایم شده‌است.